# San Marine
San Marine az Amerikai Egyesült Államok északnyugati részén, Oregon állam Lincoln megyéjében elhelyezkedő statisztikai település. A 2020. évi népszámlálási adatok alapján 553 lakosa van.